# Erzbistum Košice
Das Erzbistum Košice bzw. Erzbistum Kaschau (lat.: Archidioecesis Cassoviensis; slowak.: Košická arcidiecéza) ist ein römisch-katholisches Erzbistum im Osten der Slowakei mit Sitz in Košice.

## Geschichte
- 1804: Gründung eines Bischofssitzes in Košice in der gerade neugeschaffenen Kirchenprovinz Eger, im Norden des damaligen Königreichs Ungarn.
- 1977: Im Zuge einer Entkopplung der katholischen Kirche in der Slowakei von der in Ungarn wird das Bistum Košice aus der Kirchenprovinz Eger in die neugeschaffene Kirchenprovinz Bratislava-Trnava übertragen.
- 1995: Erhebung zum Erzbistum mit den Suffraganbistümern Rožňava und Spiš.

## Wappen
Das Wappen des Erzbistums zeigt auf blauem Grund (die Farbe Mariens, der Schutzpatronin der Slowakei) ein goldenes „Andreaskreuz“ (Hl. Andreas, Patron des Erzbistums Košice), die Lilie steht für die Stadt Kosice, und die drei Blumen stehen für die Landschaften (Regionen) in der Slowakei Saris, Abov und Semplin, aus denen sich das Erzbistum zusammensetzt. In der Bekrönung Mitra, Patriarchenkreuz und Krummstab.